# Nemoricantor lanquinensis
Nemoricantor lanquinensis är en insektsart som beskrevs av Desutter-grandcolas 1997. Nemoricantor lanquinensis ingår i släktet Nemoricantor och familjen syrsor. Inga underarter finns listade i Catalogue of Life.